# تاریک‌ترین ساعت: یک بازی از مجموعه قلب‌های آهنین
تاریک‌ترین ساعت: یک بازی از سری قلب‌های آهنین (به انگلیسی: Darkest Hour: A Hearts of Iron Game) یک بازی استراتژی جنگی منتشرشده توسط پارادوکس اینتراکتیو است.
در تاریک‌ترین ساعت همچو دیگر بازی‌ها از سری قلب‌های آهنین، بازیکن می‌تواند از بین تمامی کشورها بین سال‌های ۱۹۱۴–۱۹۲۰ یا ۱۹۳۳–۱۹۶۴ انتخاب کند.
این بازی در ۱۴ سپتامبر ۲۰۱۰ معرفی و در ۵ آوریل ۲۰۱۱ منتشر شد.